# عليشان سويي
عليشان سويي هي قرية في مقاطعة مشكين شهر، إيران. عدد سكان هذه القرية هو 41 في سنة 2006.